# Someone like You (filme)
Someone like You é um filme estadunidense de 2001 dirigido por Tony Goldwyn.

## Sinopse
Jane Goodale (Ashley Judd) está feliz, pois é a produtora de um talk-show de sucesso e está envolvida com Ray Brown (Greg Kinnear), o produtor executivo do programa. Roy parece ser o homem certo para Jane, após ela ter tido vários relacionamentos infelizes, pois Ray está emocionalmente disponível e não teme relacionamentos. Após algumas semanas de um feliz namoro, Ray pede que Jane vá morar com ele. Assim Jane comunica que vai entregar o imóvel aonde mora e o casal procura um apartamento, mas gradativamente Ray se distância e logo diz que quer "dar um tempo". Além de ficar arrasada, Jane terá de entregar seu imóvel em poucos dias e como Eddie Alden (Hugh Jackman), um colega de trabalho, está alugando um quarto ela decide ir morar na casa de Eddie. Desesperada para entender o que aconteceu e superar o trauma causado por Ray, Jane cria a "Teoria da Vaca Velha" para interpretar relações macho-fêmea, comparando o comportamento humano com o bovino. Ela divide esta ideia com Liz (Marisa Tomei), uma amiga, mas os desdobramentos desta ideia terão consequências imprevisíveis.

## Elenco
- Ashley Judd - Jane Goodale
- Greg Kinnear - Ray Brown
- Hugh Jackman - Eddie Alden
- Ellen Barkin - Diane
- LeAnna Croom - Rebecca
- Marisa Tomei - Liz
- Matthew Coyle